# Hans Hansen
Hans Hansen   (Fana, 1 de juny de 1915 - Göteborg, 17 de juliol de 2005) fou un remer noruec que va competir durant les dècades de 1940 i 1950.
El 1948 va prendre part en els Jocs Olímpics de Londres, on guanyà la medalla de bronze en la prova del vuit amb timoner del programa de rem.